# Pazda (Pomerania)
Pazda [pronunciación en polaco: /ˈpazda/] (en alemán: Pasda) es un asentamiento ubicado en el distrito administrativo de Gmina Zblewo, dentro del Condado de Starogard, Voivodato de Pomerania, en Polonia del norte. Se encuentra aproximadamente a 6 kilómetros al sur de Zblewo, a 17 kilómetros al suroeste de Starogard Gdańskí, y a 57 kilómetros al sur de la capital regional Gdańsk.
Para detalles de la historia de la región, véase Historia de Pomerania.